# Problem zła
Problem zła w teologii – problem pogodzenia obecności zła i cierpienia z istnieniem wszechwiedzącego, wszechpotężnego, wszechmiłosiernego i nieskończenie dobrego Boga. Problem zła często zajmował wielkich filozofów. Istniały  dwie szkoły: jedna – hinduska – zło i dobro są równie potrzebne i niezbędne do harmonii i akwinacka – zło jest tylko konsekwencją błędów i karą za grzechy.
Niemal wszystkie religie w jakiś sposób starają się wyjaśnić istnienie zła.

## Judeochrześcijaństwo
Chrześcijanie i Żydzi jako źródło zła wskazują Szatana, który jako wolny anioł zbuntował się przeciw wszechdobremu Bogu, oraz grzech pierwszych ludzi (patrz grzech pierworodny).

Bóg w żaden sposób, ani bezpośrednio, ani pośrednio, nie jest przyczyną zła moralnego.

Chrześcijanie wierzą, że Bóg dopuszcza zło, ponieważ może wyprowadzić z niego jeszcze większe dobro:

Dopuszczenie przez Boga zła fizycznego i zła moralnego jest tajemnicą. Bóg ją wyjaśnia przez swojego Syna, Jezusa Chrystusa, który umarł i zmartwychwstał, by zwyciężyć zło. Wiara daje nam pewność, że Bóg nie dopuściłby zła, gdyby nie wyprowadzał z niego dobra drogami, które poznamy w pełni dopiero w życiu wiecznym.

W judeochrześcijańskim kręgu wierzeń karą za złe życie jest odrzucenie od Boga (zob. Piekło).

## Religie wschodu
- Hindusi uważają zło za niezbędny element świata.
- Buddyści twierdzą, że zło to wynik niedoskonałości człowieka, który nie chce się dalej doskonalić.

U hinduistów i buddystów kara przychodzi z kolejną inkarnacją – karma za złe uczynki skutkuje np. urodzeniem w złej kaście, z ułomnością bądź w ogóle zdegradowaniem do poziomu zwierzęcia.

## Gnostycyzm
Gnostycy wierzą, że wszelkie zło pochodzi od niedoskonałości Demiurga, który nie będąc doskonałym Bogiem wykreował ułomny świat materialny. 

## Islam
Muzułmanie, podobnie jak judeochrześcijanie, jako źródło zła wskazują Szatana.

## Agnostycyzm
Znany biblista Bart D. Ehrman uważa, że Biblia nie odpowiada na problem zła. Zmagając się z nim został agnostykiem, co opisał w swojej książce God's Problem.